# Kasjusz (biskup Narni)
Kasjusz, biskup Narni (zm. 1 lipca 558 w Rzymie) – biskup Narni w Umbrii (536-558), święty Kościoła katolickiego.
Źródłem informacji o Kasjuszu są przede wszystkim Dialogi i Homilie napisane przez św. Grzegorza Wielkiego. W swych dziełach papież wychwalał pobożność Kasjusza, nabożeństwo do świętych apostołów oraz jego dobroczynność i wielkoduszność względem ubogich.
W kalendarzu liturgicznym umieścił go pod dniem 29 czerwca. Pod tym dniem św. Kasjusz figuruje również w Martyrologium Rzymskim, chociaż z zachowanych szczątków epitafium właściwym dies natalis jest dzień 1 lipca.